# Hipsistarianos
Hipsistarianos, hipsistários ou hipsistianos, i. e. adoradores de Hipsisto (em grego:  Ὕψιστος, Hypsistos, o Deus "Altíssimo"), é um termo que aparece em documentos que datam de cerca de 200 a.C. a cerca de 400 d.C, referindo-se a vários grupos principalmente na Ásia Menor (Capadócia, Bitínia e Ponto) e nas costas do Mar Negro que são hoje parte da Rússia.
Alguns estudiosos modernos identificam o grupo, ou grupos, com não judeus (gentios) tementes a Deus, simpatizantes do judaísmo do Segundo Templo.

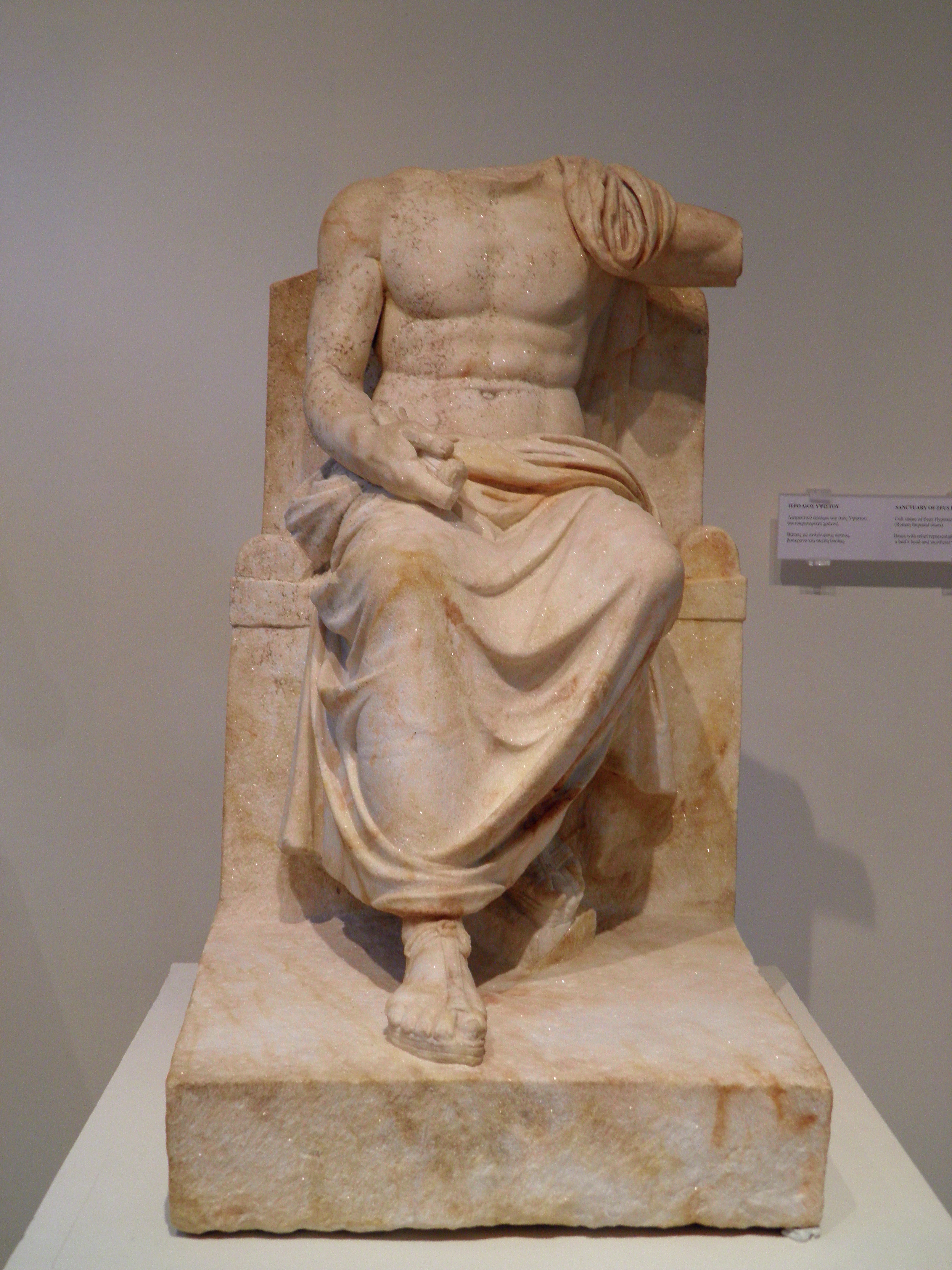
Estátua de culto de Zeus Hipsisto, do santuário de Zeus Hipsisto, época do Império Romano, Museu Arqueológico, Díon.

## História
Os nomes Hypsianistai, Hypsianoi ocorrem pela primeira vez em Gregório de Nazianzo (Orat., Xviii, 5) e o nome tianoi em Gregório de Nissa (Contra Eunom., II), ou seja, por volta de 374 d.C., mas um grande número de tabuletas votivas, inscrições e os oráculos de Dídimos e Claros estabelecem sem dúvida que o culto de Hipsisto (Hypsistos, com a adição de Theos, "deus", ou Zeus ou Átis, mas frequentemente sem adição) como o Deus supremo foi difundido nos países adjacentes ao Bósforo (cf. Atos 16:17, "esses homens são servos do Deus Altíssimo" — oráculo da pitia em Filipos).
Uso helenístico contemporâneo de ὕψιστος (hýpsistos) como um termo religioso parece ser derivado e compatível com o termo conforme havia aparecido muito antes na Septuaginta. (Grego ὕψιστος, traduzindo o hebraico elyon עליון, em português "mais alto, altíssimo".)
Na Septuaginta, a palavra raiz "to-" ocorre mais de cinquenta vezes como uma substituição do Tetragrammaton (o nome de Deus) ou em relação direta a Ele (mais frequentemente nos Salmos, Daniel e Sirach).
O termo técnico específico que os seguidores usavam para se descrever era theosebeis, "tementes a Deus", e possivelmente são identificados com os Caelicoli na África. As evidências mais antigas remontam as origens do culto até pelo menos ao século II a.C., mas a maior parte dos testemunhos se concentram entre os séculos I e IV d.C., encontrando-se ainda referências ao século V. Um santuário do final do século III d.C. em uma parede da antiga cidade de Oinoanda fornece a evidência arqueológica mais forte para esse culto. É adornado com uma inscrição adaptando uma declaração do oráculo apolíneo em Dídimos, descrevendo o deus como "Autogerado, não ensinado, não gerado por mãe, imperturbável, não permitindo um nome, muitos nomes, habitando no fogo." Outra inscrição abaixo da primeira dedica uma lanterna ao Deus Altíssimo. Além disso, um grande número de tabuletas votivas e outras inscrições são evidências de que a referência a um ou mais deuses como Altíssimo (Hypsistos, muitas vezes como Theos Hypsistos 'deus altíssimo', ou como Zeus ou Átis, mas frequentemente sem nome) foi difundida por toda parte. Anatólia (cf. Atos 16:17, "estes homens são servos do Deus Altíssimo" - oráculo da Pítia em Filipos).
Não somente constituído entre judeus, o movimento era espalhado às localidades de todo Mediterrâneo Oriental, como as regiões do Mar Egeu, Ásia Menor, Egito e Oriente Próximo, bem como a margem norte do Mar Negro. Ele não era um movimento cultural de elite, mas os adoradores em maioria vinham das camadas populares mais humildes e o Deus Hipsisto se comunicava através de oráculos e sonhos. Provavelmente o culto ao Deus Altíssimo teve origens helênicas locais, mas houve fertilização cruzada recebendo influência de grupos de judeus da diáspora. A vantagem desse culto quase-monoteísta, em relação aos outros cultos pagãos tradicionais, é que ele não era vinculado a instituições cívicas e imperiais, como festivais ou o culto ao Imperador, persistindo mesmo com as intensas mudanças econômicas e sociais; além do mais, seu sistema permitia desenvolver paralelos com a filosofia neoplatônica e recebia simpatizantes do cristianismo, além do judaísmo. Os oráculos de Claros e Dídimos ajudaram a disseminar essa filosofia teológica aos seguidores, e esse último inclusive pronunciou também sobre Jeová e Cristo. Tais fatores podem explicar sua ampla e densa distribuição.
É possível que o culto nativo da Capadócia a Zeus Sabázio tenha se integrado lentamente ao culto de Javé Sabaoth praticado pelas numerosas e intelectualmente predominantes colônias judaicas, e que associações (sodalicia, thiasoi) de monoteístas rigídos se formaram, que confraternizavam com os judeus, mas que se consideravam livres da lei mosaica. A importância e as ideias exaltadas dessas associações podem ser relacionadas ao oráculo de Apolo em Claros (Apolo Clário), que possivelmente teve referência ao contexto de Hipsisto e aos theosebeis (tementes a Deus), e ao orfismo. Por volta do ano 200, perguntaram-lhe "É você deus? Ou, é alguém outro?", ao que foi respondido: "Nascido de si mesmo, não ensinado, sem mãe, inabalável, não contido em um nome, conhecido por muitos nomes, habitando no fogo, este é Deus. Nós, seus anjos, somos uma pequena parte de Deus. Para você que faz essa pergunta sobre Deus, qual é a sua natureza essencial, ele declarou: 'Éter que Tudo Vê' é Deus, a ele você deve orar ao amanhecer, olhando para ele e olhando para o nascer do sol". Outra versão registra: "Ele é o Senhor de todos, auto-originado, auto-produzido, governando todas as coisas de uma maneira inefável, abrangendo os céus, espalhando a terra, cavalgando nas ondas do mar; misturando fogo com água, solo com ar e terra com fogo; de inverno, verão, outono e primavera, causando as mudanças em sua estação, levando todas as coisas para a luz e estabelecendo seu destino em ordem harmoniosa".
Está inscrito numa dedicatória a Theos Hypsistos de Amástris: "sob o comando do deus de cabelos compridos [Apolo], este altar em honra a Theos Hypsistos (Deus Altíssimo), que tem poder sobre tudo, que não pode ser visto, que vela para que a terrível desgraça possa ser afastada dos mortais."
A existência de hipsistarianos pode ter contribuído para a rapidez espantosa da disseminação do cristianismo na Ásia Menor; no entanto, nem todos eles aceitaram a nova fé, e pequenas comunidades de monoteístas, nem cristãos nem judeus, continuaram a existir, especialmente na Capadócia. O pai de Gregório de Nazianzo pertenceu a uma tal seita em sua juventude, e eles são descritos em seu panegírico escrito por seu filho. Tais hipsistarianos rejeitavam ídolos e sacrifícios não abraâmicos e reconheciam o Criador (pantokrator) e o Altíssimo, a quem, no entanto, em oposição aos cristãos, recusavam o título de "Pai"; eles tinham alguns costumes em comum com os judeus (a guarda do sábado, as distinções de comida), mas rejeitavam a circuncisão.
Pérsio (34-62) pode ter tido os hipsistarianos em vista quando ridicularizou tais religiosos híbridos nas Sátiras v, 179-84, e Tertuliano (c. 160 - c. 225 d.C) parece referir-se a eles em Ad nationes, I, xiii. A alegação de que os hipsistarianos continuaram existindo até o século IX se baseia em uma interpretação equivocada de Nicéforo Const., "Antirhet. Adv. Const. Copr.", I, em Migne, PG, col. 209. Os hipsistarianos são provavelmente referidos sob o nome de Coelicoloe em um decreto dos imperadores Honório e Teodósio II (408 d.C.), no qual seus locais de culto são transferidos para os cristãos.

## Menção de Goethe
Após descrever suas dificuldades com a religião convencional, Goethe lamenta que 
...Não encontrei nenhuma confissão de fé à qual pudesse me aliar sem reservas. Agora, na minha velhice, porém, soube de uma seita, os hipsistarianos, que, cercados entre pagãos, judeus e cristãos, declararam que valorizariam, admirariam e honrariam o melhor, o mais perfeito que poderia vir ao conhecimento deles e, na medida em que deva ter uma conexão íntima com a Divindade, prestar-lhe-iam reverência. Uma luz alegre, assim, brilhou para mim de repente surgindo de uma era das trevas, pois tive a sensação de que durante toda a minha vida aspirava a me qualificar como hipsistariano. Isso, no entanto, não é tarefa fácil, pois como alguém, nas limitações da própria individualidade, pode vir a conhecer o que é mais excelente?